# Sufruy

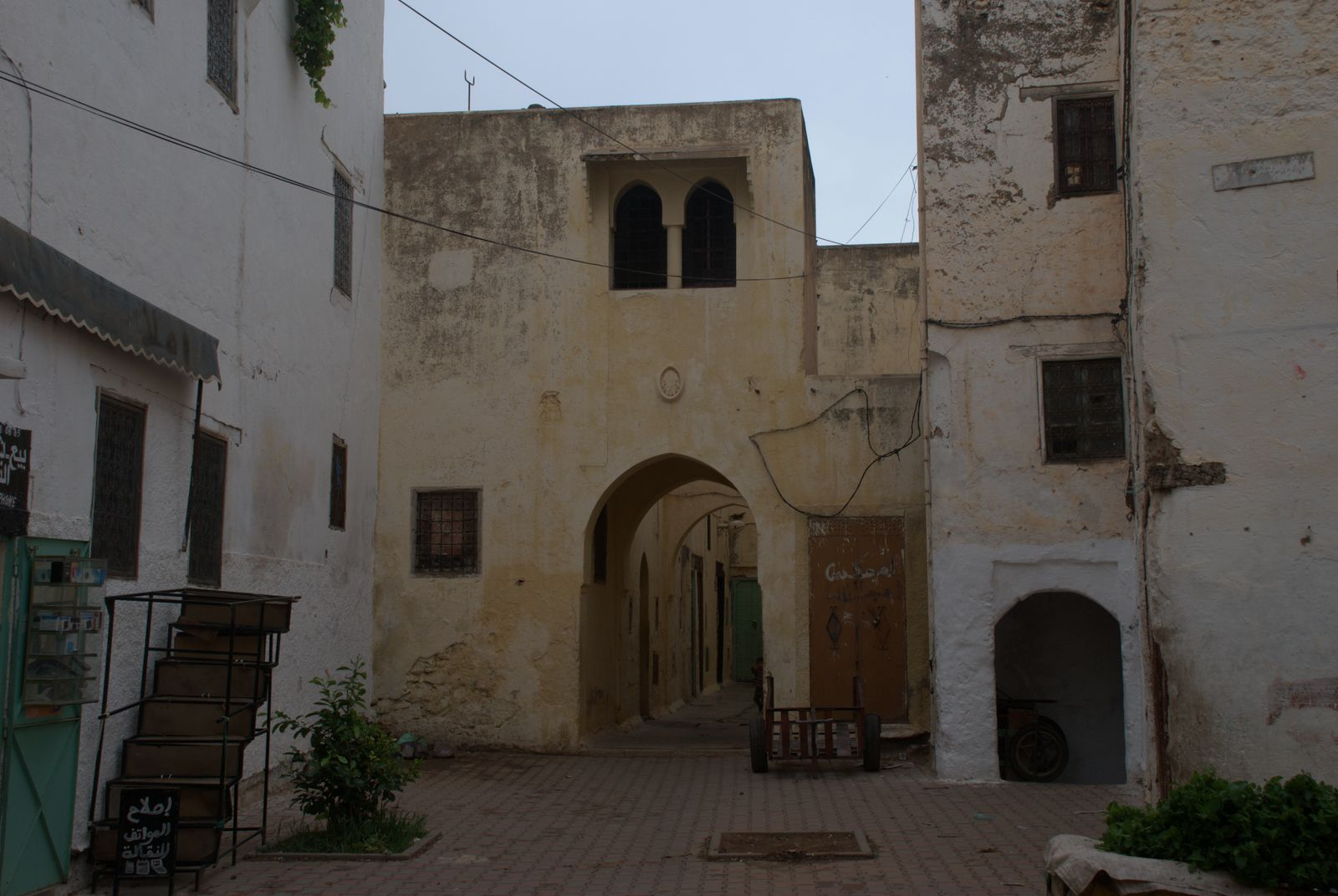
Medina de Sufruy

Sufruy (àrab: Sufrūy, localment Sefrū, francès: Sefrou) és una ciutat del Marroc central, a 29 km al sud de Fes, a la regió de Fes-Meknès, a 850 metres d'altitud a la plana de Sa'is. Segons el cens de 2014 tenia una població total de 79.887 persones.

## La ciutat
El nom és amazic i vol dir ‘lloc per amagar-se’; passa per la vila el uadi Aggay o Assif N'Aggay (riu de la tribu o del grup, generalment anomenat uadi Sefru). Està habitada per la tribu dels Ihinagens del grup Ayt Yusi (francès: Aït Youssi), que ja dominava la zona del uadi i Sefru abans de l'arribada dels àrabs, des de vers una data entre el segle i i vi. Una cascada al riu i els llacs en fan un lloc turístic molt apreciat. A la ciutat se celebra cada juny durant tres dies (els cap de setmana) la festa de les cireres (Moussem de Heb Lemlouk), amb elecció de la reina de les cireres, i amb activitats culturals, esportives i lúdiques; les cireres de Sefrou són conegudes a tot el Marroc, i se n'inicià la fama vers el 1920. Els abundants cirerers de la zona li donen aspecte d'oasi.
La medina o ciutat vella, rodejada de muralles, està dividida en quatre barris als quals abans s'afegia la mellah o barri jueu; fora, han sorgit nombrosos barris nous, com Darb al-Mitr, Habbuna, Slawi, Sidi Ahmad Tadli, Habitant i al-Kala (aquest és un barri tradicional, rodejat de les seves pròpies muralles, a l'oest de la medina); una vila moderna anomenada al-Balad al-Djadida fou construïda pels francesos al cim del turó.

## Història
La ciutat deuria el seu nom a la tribu dels Aït Sufru, una tribu amaziga de religió jueva dels primers segles de la nostra era (el uadi, en el seu curs inferior, encara s'anomena uadi al-Yahudi que vol dir «uadi dels Jueus»), però més probablement perquè aquesta part del riu passava per la mellah (barri jueu de la medina) i no per la religió de la tribu fundadora. No va caure en mans dels musulmans fins a l'inici del segle ix per obra d'Idris II. Al segle xi, s'esmenta com una important vila fortificada en la ruta de Fes a Tafilalt i cap al Bilad-al Sudan occidental. Al-Idrisi diu que era la primera etapa de la ruta Fes-Sigilmasa i diu que tenia alguns mercats i que els habitants es dedicaven a l'agricultura i a cuidar petits ramats d'ovelles i cabres. El 1053, els almoràvits la van conquerir al mateix temps que Fes, quan estava en mans de Wanudin al-Maghrawi, emir de Sigilmasa de la dinastia Maghrawa; tots els membres de la dinastia regnant van ser executats. Quasi un segle després, fou conquerida pels almohades el 10 d'agost del 1141. Durant els segles següents, la seva posició en la ruta cap a l'Atles Central la va fer objecte de diversos atacs dels quals sempre es va recuperar. Lleó l'Africà la va visitar vers 1540 i diu que els habitants n'eren rics, però que vestien de manera pobra i amb taques d'oli.
Al segle xvii, el cap marabut al-Hasan ibn Masud, de la tribu dels Yusi, va establir la seva tarika al sud-oest de Sefrou (encara avui lloc de pelegrinatge); fou un savi notable conegut com a Sidi Lahsen Lyusi (1631-1691). Entre el segle xviii i xx Sufruy va estar en mans dels caps tribals de la zona, el darrer Kaid Umar al-Yusi, al qual el Makhzan (govern marroquí) va reconèixer com a paixà de la ciutat, càrrec que va exercir fins al seu assassinat, el 1904.
El uadi va provocar inundacions i greus destruccions el 1888 i altres vegades en menor mesura. Fou erigida en municipalitat el 1917. El 1950, hi va haver altre cop greus inundacions a causa del uadi. La primera persona que va exercir com a primer ministre al Marroc independent fou Si Mubarak Bakkay, que just abans de ser-ne nomenat era paixà de Sufruy; el primer ministre de Defensa del Marroc independent fou Kaid al-Hasan al-Yusi, cap de la tribu hegemònica a Sefrou, els Ayt Yusi (Aït Yousi). Després de la independència (i ja una mica abans), els jueus van emigrar en massa a Israel-Palestina, però fins aleshores la comunitat jueva de Sefrou era la setena més important del Marroc, amb unes sis mil persones (que, llavors, era gairebé un terç de la població total) i s'encarregaven de l'encunyació de la moneda marroquina; les relacions amb la resta de la població van ser en general bones, i en tot cas millors que les dels jueus i musulmans a Fes; els jueus tenien (des del 1715) el seu Shaykh al-Yahud ('Cap dels jueus') que dirigia la comunitat, i parlaven un dialecte àrab específic. A partir dels anys seixanta, hi va arribar molta emigració amaziga de les zones rurals de l'entorn. Vers 1985 tenia més de 30.000 habitants. L'1 de gener del 1991 fou declarada capital de la nova província de Sefrou, amb 23 comunes (18 de rurals i cinc municipalitats).

## Agermanaments
- Blotzheim (França).